# Championnat d'Algérie de football 1994-1995
Navigation
Division 1
1993-1994 Division 1
1995-1996
Le championnat d'Algérie de football 1994-1995 est la 33e édition du championnat d'Algérie de football. Cette édition est organisée en une seule poule de 16 équipes.
La JS Kabylie remporte son onzième titre de champion d'Algérie.

## Résumé de la saison
La JS Kabylie remporte le championnat et se qualifie pour la Coupe des clubs champions 1996. Le MC Oran, vice-champion, se qualifie pour la Coupe de la CAF 1996. Le CR Belouizdad, vainqueur de la Coupe d'Algérie, se qualifie pour la Coupe d'Afrique des vainqueurs de coupe 1996.
L'ASO Chlef et le GC Mascara, promus en début de saison, sont relégués en Division 2 en compagnie du NA Hussein Dey.

## Classement final
Le classement est établi sur le barème de points suivant : une victoire vaut 2 points, un match nul 1 point et une défaite 0 point.
| Rang | Équipe           | Pts | J  | G  | N  | P  | Bp | Bc | Diff |
| ---- | ---------------- | --- | -- | -- | -- | -- | -- | -- | ---- |
| 1    | JS Kabylie       | 40  | 30 | 16 | 8  | 6  | 49 | 25 | +24  |
| 2    | MC Oran          | 35  | 30 | 13 | 9  | 8  | 42 | 28 | +14  |
| 3    | USM Blida        | 33  | 30 | 10 | 13 | 7  | 38 | 36 | +2   |
| 4    | WA Tlemcen       | 32  | 30 | 13 | 6  | 11 | 39 | 30 | +9   |
| 5    | US Chaouia T     | 31  | 30 | 11 | 9  | 10 | 39 | 22 | +17  |
| 6    | MC Alger         | 31  | 30 | 8  | 15 | 7  | 34 | 32 | +2   |
| 7    | CR Belouizdad C  | 30  | 30 | 14 | 2  | 14 | 33 | 29 | +4   |
| 8    | CS Constantine P | 30  | 30 | 12 | 7  | 11 | 24 | 27 | -3   |
| 9    | JS Bordj Menail  | 29  | 30 | 9  | 11 | 10 | 25 | 26 | -1   |
| 10   | AS Aïn M'lila    | 29  | 30 | 11 | 7  | 12 | 28 | 31 | -3   |
| 11   | CA Batna         | 29  | 30 | 11 | 7  | 12 | 22 | 29 | -7   |
| 12   | USM El Harrach   | 29  | 30 | 10 | 9  | 11 | 23 | 33 | -10  |
| 13   | WA Boufarik      | 28  | 30 | 10 | 8  | 12 | 31 | 34 | -3   |
| 14   | GC Mascara P     | 27  | 30 | 11 | 5  | 14 | 33 | 46 | -13  |
| 15   | NA Hussein Dey   | 25  | 30 | 8  | 9  | 13 | 33 | 48 | -15  |
| 16   | ASO Chlef P      | 21  | 30 | 6  | 9  | 15 | 30 | 39 | -9   |

Résultat
- Qualifié pour la Coupe des clubs champions 1996
- Qualifié pour la Coupe de la CAF 1996
- Qualifié pour la Coupe des coupes 1996
- Qualifié pour la Coupe arabe 1996

Relégation
- Relégation en Division 2

Abréviations
T : Tenant du titre

C : Vainqueur de la Coupe d'Algérie 1994-1995

P : Promus de Division 2

### Résultats
| Résultats (▼dom., ►ext.)                                   | ASAM | ASOC | CAB | CRB | CSC  | GCM | JSBM | JSK  | MCA  | MCO | NAHD | USC | USMB | USMH | WAB | WAT |
| AS Aïn M'lila                                              |      | 0-0  | 0-0 | 2-0 | 2-0  | 1-0 | 1-0  | 1-1  | 2-0  | 2-1 | 2-2  | 2-1 | 1-0  | 2-1  | 2-2 | 0-0 |
| ASO Chlef                                                  | 2-0  |      | 1-0 | 2-3 | 0-0  | 1-3 | 0-1  | 2-2  | 1-1  | 2-2 | 1-1  | 1-0 | 2-3  | 2-0  | 2-2 | 1-2 |
| CA Batna                                                   | 1-0  | 2-0  |     | 1-0 | 1-0  | 2-0 | 1-0  | 1-1  | 4-1  | 0-3 | 0-0  | 1-0 | 1-0  | 1-0  | 2-0 | 0-0 |
| CR Belouizdad                                              | 2-0  | 2-1  | 2-1 |     | 3-1  | 6-1 | 0-0  | 2-0  | 1-0  | 1-0 | 1-0  | 3-0 | 0-1  | 0-0  | 2-0 | 1-0 |
| CS Constantine                                             | 1-0  | 1-0  | 1-0 | 1-0 |      | 3-1 | 2-1  | 1-0  | 2-1  | 0-0 | 1-1  | 0-3 | 2-1  | 2-0  | 2-0 | 1-0 |
| GC Mascara                                                 | 2-1  | 1-5  | 4-1 | 1-0 | 3-1  |     | 0-0  | 0-0  | 2-1  | 0-0 | 6-0  | 1-0 | 0-2  | 2-0  | 1-0 | 1-0 |
| JS Bordj Menail                                            | 3-0  | 2-0  | 0-0 | 1-0 | 1-0  | 0-0 |      | 1-0  | 0-0  | 1-1 | 1-2  | 2-0 | 3-1  | 0-0  | 0-1 | 1-0 |
| JS Kabylie                                                 | 1-0  | 3-0  | 2-0 | 2-0 | 1-0  | 4-0 | 1-0  |      | 1-1  | 4-0 | 4-1  | 1-0 | 4-1  | 3-0  | 2-0 | 4-0 |
| MC Alger                                                   | 3-1  | 1-1  | 0-0 | 2-1 | 1-1  | 3-1 | 3-1  | 4-4  |      | 1-0 | 0-1  | 0-0 | 3-3  | 1-1  | 1-1 | 1-0 |
| MC Oran                                                    | 3-0  | 1-0  | 1-0 | 3-0 | 1-1  | 4-0 | 0-0  | 2-0  | 0-3* |     | 4-2  | 3-0 | 2-2  | 0-1  | 2-1 | 2-0 |
| NA Hussein Dey                                             | 0-1  | 0-1  | 2-1 | 1-2 | 3-0* | 0-0 | 2-1  | 0-1  | 1-1  | 3-2 |      | 0-1 | 1-1  | 1-1  | 1-0 | 2-0 |
| US Chaouia                                                 | 1-0  | 1-0  | 0-0 | 2-0 | 1-0  | 2-0 | 1-1  | 3-0* | 0-0  | 0-0 | 5-0  |     | 1-1  | 3-0  | 2-0 | 1-1 |
| USM Blida                                                  | 1-1  | 2-2  | 2-0 | 1-0 | 0-0  | 2-1 | 1-1  | 0-0  | 0-0  | 1-0 | 4-1  | 1-1 |      | 1-0  | 1-1 | 1-1 |
| USM El Harrach                                             | 2-1  | 1-0  | 2-0 | 1-0 | 1-0  | 2-1 | 1-1  | 1-1  | 0-0  | 2-0 | 2-1  | 1-0 | 1-2  |      | 1-1 | 1-1 |
| WA Boufarik                                                | 1-2  | 1-0  | 0-0 | 1-0 | 1-0  | 2-1 | 4-2  | 1-2  | 0-1  | 2-2 | 2-2  | 1-0 | 3-0  | 3-0  |     | 1-0 |
| WA Tlemcen                                                 | 2-1  | 1-0  | 4-1 | 3-1 | 0-0  | 3-0 | 4-1  | 3-0  | 2-0  | 1-2 | 3-2  | 0-1 | 3-2  | 2-0  | 3-1 |     |
| - Victoire à domicile - Match nul - Victoire à l'extérieur |      |      |     |     |      |     |      |      |      |     |      |     |      |      |     |     |

## Meilleurs buteurs
| Rang | Joueur              | Club           | Buts |
| ---- | ------------------- | -------------- | ---- |
| 1    | Tarek Hadj Adlane   | JS Kabylie     | 23   |
| 2    | Abdelhafid Tasfaout | MC Oran        | 18   |
| 3    | Nacer Zekri         | USM El Harrach | 11   |
| 3    | Mourad Tebbal       | MC Alger       | 11   |
| 5    | Kamel Kaci-Saïd     | USM Blida      | 9    |
| 5    | Hassab Noureddine   | GC Mascara     | 9    |
| 5    | Benzerga Redouane   | WA Tlemcen     | 9    |

## Statistiques
Contrairement aux précédents éditions, les exploits des buteurs ont été légions cette saison. Tarek Hadj Adlane a par deux fois réussi le quadruplé respectivement contre le MC Oran (21e J.) et le WA Tlemcen (5e J.). Le Mascaréen, Hessab a, lui aussi, réalisé quatre buts en un seul match (Contre le NAHD), du côté des triplés. Ils sont cinq à avoir réussi le Hat-trick, Méziane (MCO) et Gueffaf (ASO) l'ont réalisé hors de leurs bases. Enfin, 27 autres joueurs ont concrétisé des doublés, parmi eux Abdelhafid Tasfaout.
- Quadruplés
  - Hadj Adlane (JSK) contre le WAT (5e Journée)
  - Hadj Adlane (JSK) contre le MCO (21e Journée)
  - Hessab (GCM) contre le NAHD (25e Journée)
- Triplés
  - Tasfaout (MCO) conte le ASAM (9e Journée)
  - Méziane (MCO) conte le CAB (12e Journée)
  - Gueffaf (ASO) conte le GCM (13e Journée)
  - Ali Moussa (CRB) conte le GCM (18e Journée)
  - Tebbal (MCA) conte le JSK (28e Journée)
- Doublés
  - 5 fois : Tasfaout (MCO)
  - 3 fois : Hadj Adlane (JSK)
  - 2 fois : Iddirem (NAHD), Sahraoui (WAT), Kaoua (CSC), Djilani (USC)

## En bref
- Meilleure attaque en déplacement : USM Blida (20 buts)
- Meilleure attaque à domicile : JS Kabylie (37 buts)
- Meilleure défense à domicile : JS Kabylie (3 buts)
- Meilleure défense en déplacement : MC Alger (16 buts)
- Le but le plus rapide : Alloui (AS Ain M'lila) à la 25e seconde (14e journée contre WA Boufarik)
- Le plus gros score : MC Alger 4 - 4 JS Kabylie
- Le carton : GC Mascara 6 - NA Hussein Dey 0
- La journée la plus offensive : 25e journée (31 buts)
- Le plus grand nombre de victoires en déplacement : USM Blida (4 victoires)
- Le plus grand nombre de défaites à domicile : ASO Chlef et NA Hussein Dey (5 défaites)
- Les invincibles à domicile : JS Kabylie - US Chaouia - USM Blida
- Record d'invincibilité : MC Alger (523 minutes sans encaisser de buts)
- Record de stérilité : MC Alger (560 minutes sans marquer de buts)